# Chân chim Đồng Nai
Chân chim Đồng Nai, tên khoa học Schefflera dongnaiensis, là một loài thực vật có hoa trong Họ Cuồng cuồng. Loài này được Bùi Ngọc Sanh mô tả khoa học đầu tiên năm 1974, phân bố ở Việt Nam.